# Boli Bolingoli-Mbombo
Boli Bolingoli-Mbombo (Antwerp, Bélgica, 1 de julio de 1995) es un futbolista congolés que juega como defensa en el Standard de Lieja de la Primera División de Bélgica.

## Carrera
Hizo su debut el 26 de julio de 2013, en el primer partido de la temporada 2013-14 ante el Royal Charleroi, en una victoria por 2-0.
El 19 de marzo de 2015 anotó un doblete contra el Beşiktaş en los octavos de final de la Liga Europea de la UEFA 2014-15, lo que clasificó al Club Brujas a los cuartos de final.
En enero de 2017 fue cedido al Sint-Truidense lo que restaba de temporada. Tras finalizar la cesión, se marchó a título definitivo al SK Rapid Viena.
El 3 de julio de 2019 el Celtic F. C. hizo oficial su fichaje para las siguientes cuatro temporadas. En septiembre de 2020 fue cedido al Estambul Başakşehir F. K. Tras una campaña en Turquía volvió a Escocia, marchándose nuevamente cedido en febrero de 2022, esta vez al F. C. Ufa. Al cabo de un mes la cesión se canceló y abandonó Rusia sin haber llegado a jugar.
En julio de 2022 se desvinculó del Celtic F. C. para volver a Bélgica después de firmar por dos temporadas con el K. V. Mechelen. Pasado ese tiempo fichó, también por dos campañas, por el Standard de Lieja.

## Familia
Es primo de Jordan y Romelu Lukaku y sobrino de Roger Lukaku.

## Clubes
| Club                               | País    | Año       |
| ---------------------------------- | ------- | --------- |
| Club Brujas                        | Bélgica | 2013-2017 |
| Sint-Truidense (cedido)            | Bélgica | 2017      |
| SK Rapid Viena                     | Austria | 2017-2019 |
| Celtic F. C.                       | Escocia | 2019-2022 |
| Estambul Başakşehir F. K. (cedido) | Turquía | 2020-2021 |
| F. C. Ufa (cedido)                 | Rusia   | 2022      |
| K. V. Mechelen                     | Bélgica | 2022-2024 |
| Standard de Lieja                  | Bélgica | 2024-     |

## Palmarés

### Títulos nacionales
| Título                      | Club         | País    | Año     |
| --------------------------- | ------------ | ------- | ------- |
| Copa de Bélgica             | Club Brujas  | Bélgica | 2014-15 |
| Primera División de Bélgica | Club Brujas  | Bélgica | 2015-16 |
| Supercopa de Bélgica        | Club Brujas  | Bélgica | 2016    |
| Copa de la Liga de Escocia  | Celtic F. C. | Escocia | 2019-20 |
| Scottish Premiership        | Celtic F. C. | Escocia | 2019-20 |
| Copa de la Liga de Escocia  | Celtic F. C. | Escocia | 2021-22 |